# ایران در المپیک تابستانی جوانان ۲۰۱۴
ایران در بازی‌های المپیک تابستانی نوجوانان ۲۰۱۴ (انگلیسی: Iran at the 2014 Summer Youth Olympics) در نانجینگ چین ۱۶ تا ۲۸ اوت ۲۰۱۴ با ۱۶ ورزشکار شرکت کرد و موفق به کسب شش مدال شد.